# Бальдини, Энрико
Энрико Бальдини (итал. Enrico Baldini; родился 15 октября 1996, Масса Каррара, Италия) — итальянский футболист, полузащитник клуба «Читтаделла».

## Клубная карьера
Энрико начинал свою карьеру в скромной команде «Каррарезе», где его приметили скауты более сильной «Ла Специи». В 2011 году молодой игрок перешёл в «Интернационале». С 2014 года он выступает за клубную Примаверу. Дебют Энрико в составе первой команды состоялся 11 декабря 2014 года в матче Лиги Европы против «Карабаха».

## Карьера в сборной
Полузащитник выступал за юношеские сборные Италии до 17 и до 18 лет, участвовал на юношеском чемпионате мира 2013. Ныне он выступает за юношескую сборную Италии до 19 лет.